# Antología (álbum de Campo de Almas)
Antología es un disco de grandes éxitos de la banda de rock Campo de Almas donde repasa los éxitos de sus tres primeros discos pero de manera acústica y también contiene un DVD con todos sus videos musicales.
La banda peruana de rock alternativo Campo de Almas presenta Antología Acústica 1994 - 2007, un nuevo álbum lanzado el 15 de noviembre de 2007 bajo el sello Oz.Grabaciones, que reinterpreta en formato acústico una selección de canciones de sus tres primeros discos: Campo de Almas (2000), Tardes Frías de Verano (2002) y De Ángeles y Demás Demonios (2004). Grabado en Lima, este proyecto marca el primer acercamiento completamente acústico de la banda, liderada por Esteban Gayoso (guitarra, mandolina,), Benjamín Gayoso (bajo), Gabriel Sotillo (voz) y Álvaro Fernández (batería), y cuenta con la colaboración de músicos invitados como Tavo Castillo (slide guitar, flauta), Diego Rodríguez (violín) y Marisol Palacios (coros). Acompañando el lanzamiento, el álbum incluye un DVD con la videografía completa de la banda hasta 2007.
Antología Acústica ofrece versiones despojadas de una selección de temas  de Campo de Almas, transformando la energía eléctrica de temas como “Disnei”, “incomprensión”, “Incomprensión”, “Oscuro” y “Tus alas caerán” en arreglos acústicos que resaltan la profundidad emocional de sus composiciones. Esteban Gayoso, quien también toca la mandolina, aporta un toque folk a canciones como “Respirar” y “Volver a soñar”, mientras que el violín de Diego Rodríguez y los coros de Marisol Palacios añaden texturas cálidas a “Tus las caerán ” y “Las Piedras y el Mar”. Tavo Castillo, conocido por su trabajo con Frágil, enriquece pistas como “Bolero” con su slide guitar y flauta, creando un sonido orgánico que evoca tanto la tradición como la modernidad.
“Antología Acústica es una forma de volver a nuestras raíces y compartir nuestras canciones de una manera más íntima con nuestros seguidores”, dijo Esteban Gayoso en un comunicado. “El DVD es un regalo para ‘La lista de Almas’, nuestra comunidad, que ha estado con nosotros en cada paso del camino”.
Formada en 1994, Campo de Almas ha sido un pilar del rock alternativo peruano, conocida por su mezcla de melodías pegajosas y letras introspectivas. Aunque el álbum enfrenta un panorama mediático desafiante, con una difusión limitada en radios comerciales y un MTV cada vez más alejado del rock, Antología Acústica busca conectar directamente con los fans a través de su sinceridad y calidad artística. El disco está disponible en tiendas de música y plataformas digitales, y la banda planea una serie de presentaciones acústicas en Lima, Arequipa y otras ciudades peruanas para promocionarlo.

## Lista de canciones
1. "Tus alas caerán" (E.Gayoso / L. Santa María)
2. "Volver a soñar" (E.Gayoso)
3. "Disnei" (E.Gayoso)
4. "Cuando pienso y estoy solo" (E.Gayoso)
5. "El día final" (E. Gayoso/B. Gayoso)
6. "Las piedras y el mar" (E. Gayoso)
7. "Bolero" (B. Gayoso)
8. "Respirar" (E.Gayoso / R. de Montreuil)
9. "Oscuro" (E. Gayoso)
10. "Incomprensión" (E. Gayoso)
11. "El secreto" (E.Gayoso)
12. "Sombra de un adiós" (G.Sotillo)

- Datos: Q5697433

Personal
- Alvaro Fernandez : Batería, hot rods

- Benjamin Gayoso : Bajo acústico, coros

- Esteban Gayoso : Guitarra, acústica, Guitarra de doce cuerdas, mandolina, coros
- Gabriel Sotillo Voz, armónica

Músicos invitados :
- Octavio Castillo : Slide, Flauta transversa
- Diego Rodriguez : Violín
- Marisol palacios Coros.